# Rue Serpenoise
Pour les articles homonymes, voir Serpenoise.
La rue Serpenoise, souvent nommée rue Serp’ dans le langage courant, est une rue commerçante du centre-ville de Metz ainsi que sa principale artère.

## Situation et accès
La rue Serpenoise est l'une des principales rues de Metz-Centre, elle permet de rejoindre l'avenue Robert Schuman à la rue de la Tête-d'Or. Elle comprend de nombreux magasins dont des grandes enseignes françaises et internationales. La place Saint-Jacques, qui, en fin d'année est l'endroit où est organisé le marché de Noël de Metz, est accessible par l'un des côtés de la rue Serpenoise.

## Origine du nom
Cette voie anciennement romaine portait le nom d'un village lorrain, Dieulouard (Scarpone) pour donner rue Scarponensis de Metz, au fil du temps les déformations de langage nous ont donné le nom de rue Serpenoise.

## Historique
La voie existe déjà à l’époque gallo-romaine sous le nom Via Scarponensis et sert de cardo maximus à la cité de Divodurum. La voie romaine sortait au sud de la ville par la porte Scarponaise – détruite en 1561 –, et menait à Scarpone. L’ancienne voie romaine est aujourd’hui quatre mètres sous la rue actuelle. Le nom latin Scarponensis s’est transformé en Scarponaise, Scarpenoise puis l’actuel Serpenoise.
Avec la destruction de la porte Serpenoise au cours du siège de Metz en 1552 et la construction de la Citadelle remplaçant le quartier sud-ouest de la ville, la rue Serpenoise perd de son importance. Son ancien rôle de voie de transit conforté par l'ancienne porte éponyme menant à Nancy et Paris, disparaît jusqu'à l'implantation de la gare en 1850. Deux ans après la construction de cette dernière, la nécessité d'ouvrir une nouvelle porte à proximité de cette station hors-les-murs se fait sentir, confortée par la destruction de l'ancienne citadelle effectuée au début du siècle : en 1852, une nouvelle porte Serpenoise est percée, toute proche de celle disparue exactement trois siècles plus tôt.
La rue prend sa forme actuelle en 1852 à la suite de sa fusion avec les rues de la Vieille Boucherie et du Porte Enseigne. L’élargissement de la rue et l’alignement des maisons a nécessité de longues négociations, et s’est effectué entre 1853 et 1869. La rue est remaniée en 1903 lors de la destruction des remparts.
Elle devient une rue piétonne, avec une grande partie du centre-ville de Metz, dans les années 1970-80 (sous la mandature de Jean-Marie Rausch et l’impulsion de Jean-Marie Pelt). Aujourd’hui cette longue rue à vocation commerçante relie la place de la République au centre commercial Saint-Jacques. On y trouvait en particulier le siège de la rédaction du Républicain lorrain.
Elle fait l'objet d'une rénovation en juillet 2016.

## Anecdote
Le dramaturge Bernard-Marie Koltès écrit à la fin des années 1980 sa pièce Le Retour au désert. Cette pièce n'est pas située avec précision : il s'agit d'une ville de province, qui pourrait bien être Metz, dont l'écrivain est originaire. Il écrira en complément un texte qu'il intitule "Cent ans d'histoire de la famille Serpenoise", qui procède d'une mise en contexte fictive de l'histoire de ses personnages. Il réinvente dans ce texte l'origine du nom de la rue Serpenoise. C'est d'après César Serpenoise, ancêtre des personnages principaux de la pièce et maire fictif de la ville, que la municipalité aurait décidé de rebaptiser la "rue principale", en signe de gratitude pour sa bonne gestion de la commune.